# Doeringiella singularis
Doeringiella singularis är en biart som först beskrevs av Heinrich Friese 1908.  Doeringiella singularis ingår i släktet Doeringiella och familjen långtungebin. Inga underarter finns listade i Catalogue of Life.